# Saint-Louis, Haut-Rhin
Saint-Louis är en kommun i departementet Haut-Rhin i regionen Grand Est (tidigare regionen Alsace) i nordöstra Frankrike. Kommunen ligger i kantonen Huningue som tillhör arrondissementet Mulhouse. År 2022 hade Saint-Louis 22 530 invånare.
Flygplatsen EuroAirport ligger i Saint-Louis, och fungerar både som fransk och schweizisk flygplats genom ett avtal mellan länderna.

## Befolkningsutveckling
Antalet invånare i kommunen Saint-Louis
| Referens: INSEE |